# Sandbox (desenvolvimento de software)
Uma sandbox é um ambiente de teste que isola alterações de código não testadas e experimentação direta do ambiente de produção ou repositório, no contexto de desenvolvimento de software, incluindo desenvolvimento Web, automação e controle de revisão.
O sandboxing protege servidores "ativos" e seus dados, distribuições de código-fonte verificados e outras partes de código, dados e/ou conteúdo, proprietário ou open-source, de alterações que podem ser prejudiciais a um sistema de missão crítica ou que podem simplesmente ser difíceis de reverter, independentemente da intenção do autor dessas alterações. Os sandboxes replicam pelo menos a funcionalidade mínima necessária para testar com precisão os programas ou outro código em desenvolvimento (por exemplo, uso das mesmas variáveis de ambiente ou acesso a um banco de dados idêntico ao usado pela implementação anterior estável destinada a ser modificada; existem muitas outras possibilidades, já que as necessidades de funcionalidade específicas variam amplamente com a natureza do código e os aplicativos aos quais se destina).